# Phthitia venosa
Phthitia venosa är en tvåvingeart som beskrevs av Günther Enderlein 1938. Phthitia venosa ingår i släktet Phthitia och familjen hoppflugor. Inga underarter finns listade i Catalogue of Life.